# Miribel, Drôme
 Miribel  là một xã thuộc tỉnh Drôme trong vùng Auvergne-Rhône-Alpes đông nam nước Pháp. Xã Miribel, Drôme nằm ở khu vực có độ cao trung bình 393 mét trên mực nước biển.